# Christen Eriksen
Christen Eriksen (født 8. april 1808 i Ajstrup Sogn ved Aalborg, død 18. marts 1872) var en dansk møller, gårdejer og politiker.
C. Eriksen var søn søn af husmand Erik Christensen. Han tjente på herregården Gammel Vraa i syv år fra 1819, og var derefter i lære som møller på Gammel Mølle ved Aalborg. Han forpagtede en mølle omkring et år før han købte Røde Vandmølle ved Nibe som han havde i 10 år. Han drev Tingbæk Vandmølle i Gårslev Sogn fra 1841 til 1851. Han flyttede i 1851 til gården Erstedgård i Aarestrup Sogn som han havde købt i 1837 og siden gjorde større med tilkøb. I 1866 solgte han gården til sin søn og blev boende på aftægt til sin død. Eriksen var sogneforstander i Gårslev Sogn fra 1842 til 1847.
Han var medlem af Den Grundlovgivende Rigsforsamling valgt i Aalborg Amts 4. distrikt (Brorstrup). Han stillede op både folketings- og landtingsvalgene i 1849 uden at blive valgt.